# 大念寺
大念寺（だいねんじ）是位於日本茨城縣稻敷市的淨土宗寺院。山号為正定山，院号為智光院。供奉的「本尊站姿」阿彌陀如来佛像是稲敷市指定的文化財產。
大念寺位於稻敷市江戶崎甲市中心地帶，寺院佔地面積大約一萬千平方米，具備了正殿、寺院的居室及廚房、開山殿、地蔵殿、大黒殿等殿堂，尤其其巨大的正殿彷彿是江戶時期檀林時代的建築。這個正殿裡有鎌倉時代前期佛像，具有鎌倉時期的佛像雕塑家快慶風氏所雕刻的特徵。另有一尊從別處移來的阿彌陀佛客佛，人們暱稱為「大佛先生」。在入口處的兩層樓的樓門及寺内的德川家康親手種植的銀杏等，為遺留下的歷史遺產。

## 歴史
天正18年（1590年），家督蘆名義廣為悼念祖先，招請江戸的源誉慶巌（げんよけいがん）創建這個寺。。慶長7年（1602年）德川家康捐贈了50石。江戶時代淨土宗關東十八檀林蓬勃發展，修行僧人出入頻繁。

## 相簿

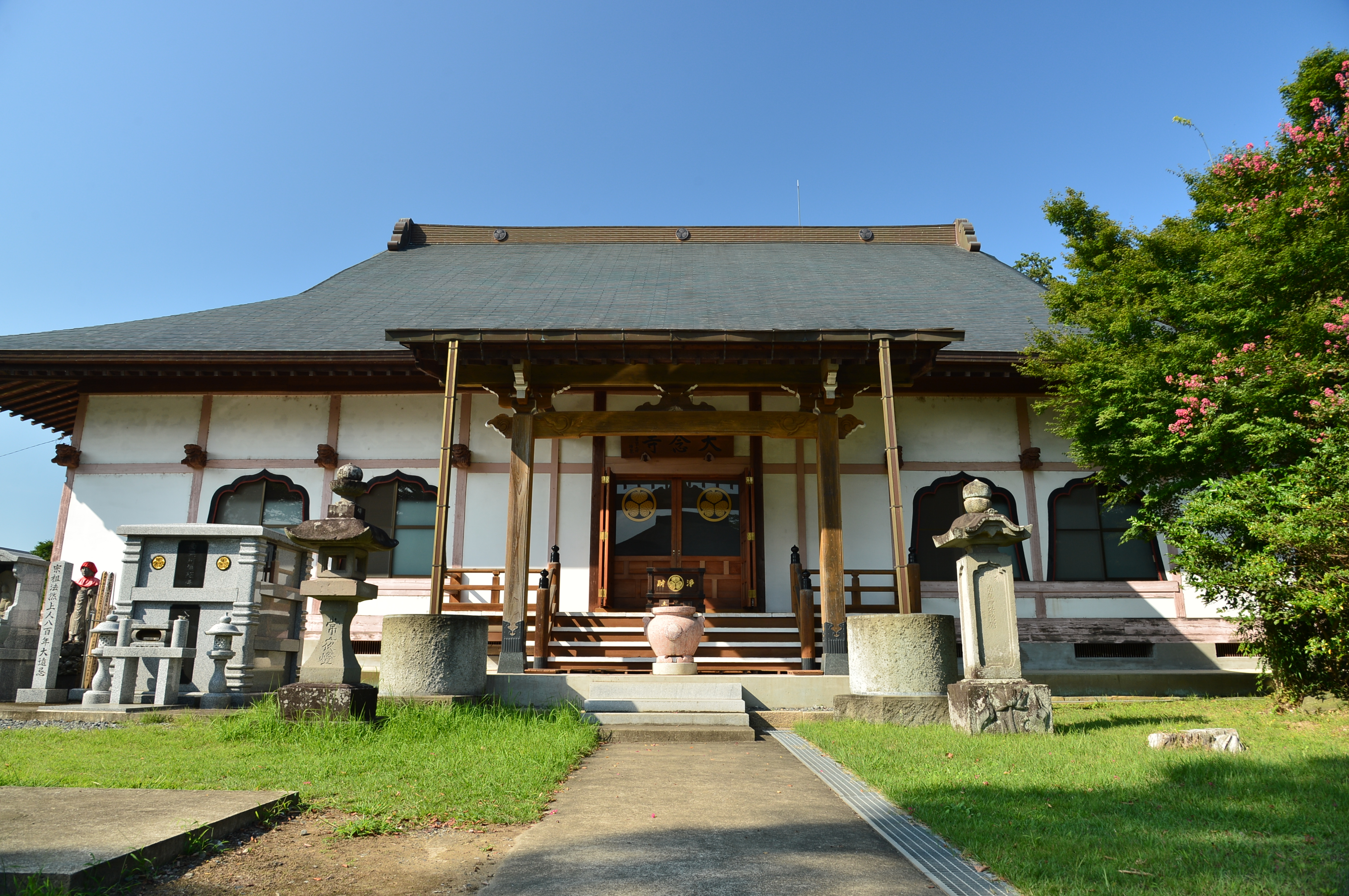
正殿
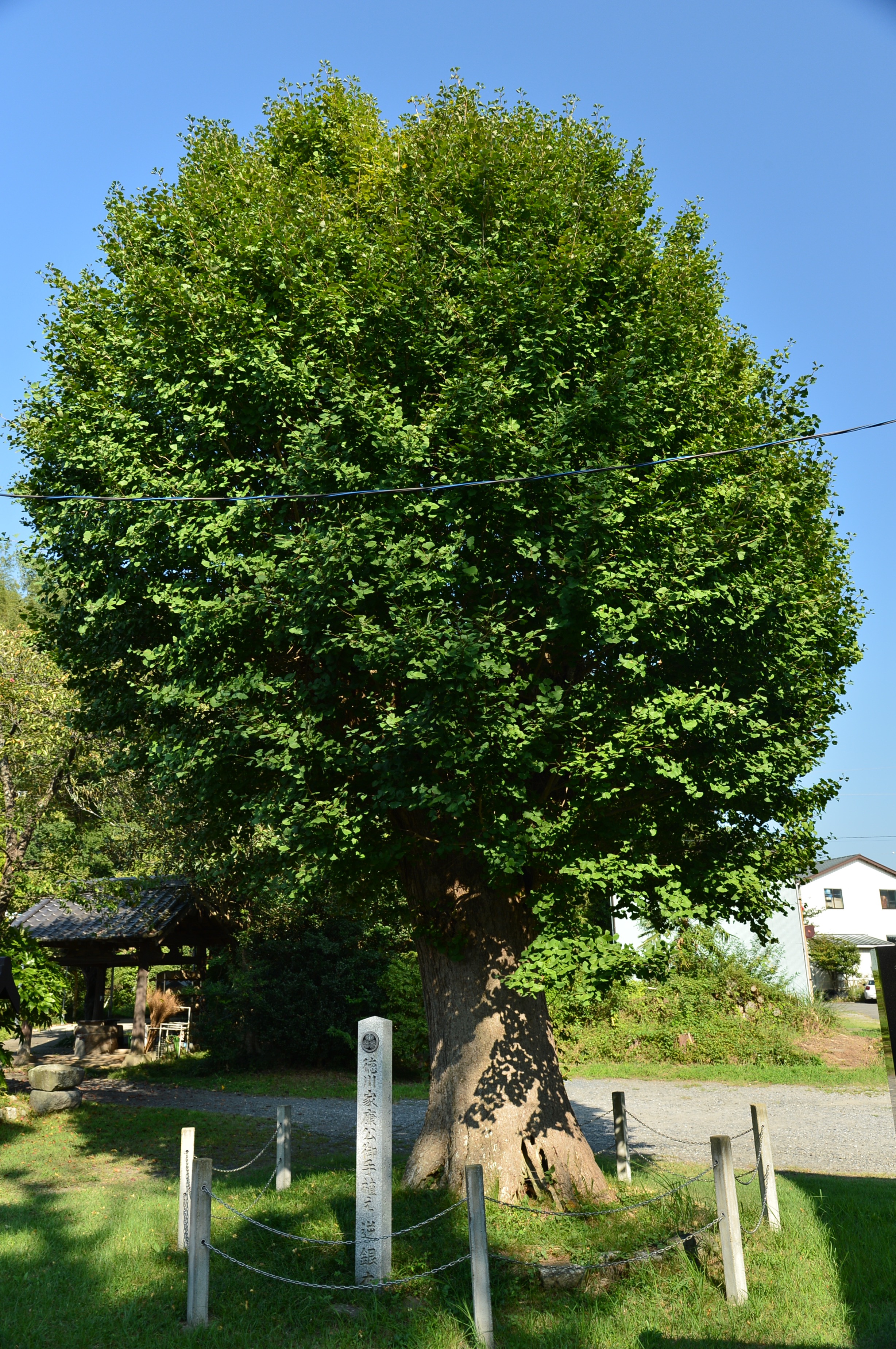
德川家康親手種植的銀杏。